# هاشم محمد البغدادي
هاشم البغدادي هو خطاط عراقي معروف على المستوى العربي والإسلامي بإتقانه التام للخط العربي وبرونقه الجميل الذي خط به حروف القرآن، ولد هاشم في بغداد عام 1339 هـ / 1921م، وأخذ الخط عن الإستاذ علي صابر الخطاط والملا عارف الشيخلي الذي أجازه في الخط عام 1943م، وأجازه كذلك الخطاط التركي المشهور موسى عزمي والمعروف باسم حامد الآمدي وقد أجازه مرّتين الأولى في عام(1370هـ/ 1950م)، والثانية في عام(1372هـ/ 1952م)، بإجازة عامة،
```
وكانت الإجازة الثانية بمثابة إجازة تقديرية وليست إجازة بالمعنى الحرفي، وعند وفاة هاشم البغدادي، قال الخطاط 
حامد الآمدي
 المقولة المشهورة «ولد الخط وتوفي في العراق».
[
3
]
[
4
]
```

## حياته وأعماله

صورة جماعية يظهر فيها الخطاط محمد حسني البابا، وهاشم محمد البغدادي، وتتوسطهم نجاة الصغيرة

وله إسهامات كثيرة ومتنوعة في الخط العربي، خصوصاً على عدد من مساجد بغداد ومنها جامع الحاج بنية. ومن خطوطه في المساجد أيضاً يوجد له شريط من أروع مايكون خلفية سوداء وخط أصفر بخطه على جامع الحيدرخانة قرب شارع المتنبي في بغداد كتبه عام 1390هـ. ولقد اشتغل خطاطاً في مديرية المساحة العامة في بغداد، وله من الآثار الفنية الكثيرة على المسكوكات العراقية والتونسية والمغربية والليبية والسودانية. وسافر لعدة بلدان منها مصر حيث قدم للامتحان في القاهرة عن طريق مدرسة تحسين الخطوط الملكية في الإسكندرية وحصل على شهادة الدبلوم بدرجة امتياز عام 1945م.

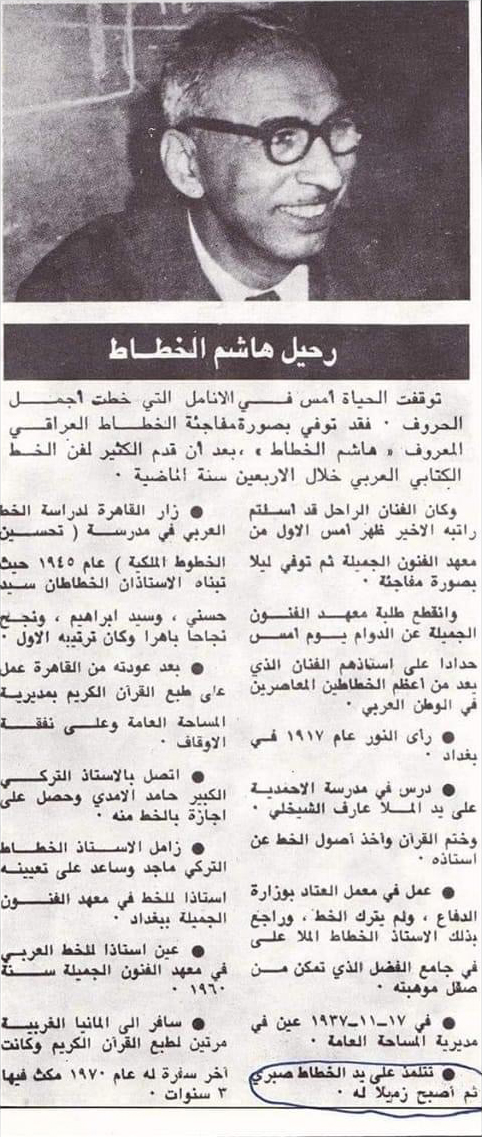
خبر رحيل الخطاط الكبير هاشم البغدادي في احدى الصحف العراقية

حصل على إجازات عديدة من مختلف الخطاطين منهم الخطاط المصري (محمد حسني والخطاط المصري سيد إبراهيم)، واشتغل موظفا في مديرية المساحة العامة ببغداد. وأرسل موفداً إلى ألمانيا من قبل وزارة الأوقاف العراقية للأشراف على طبع القرآن في إحدى مطابع ألمانيا عام 1979م. واستطاع أن يعيد لبغداد مجدها القديم في الخط العربي، وله الكثير من اللوحات الفنية في متحف الفنانين الرواد.

## تلاميذه
تخرج على يديه الكثير من الطلبة البارزين في الخط العربي ومنهم الخطاط الشاعر وليد الأعظمي والخطاط صادق الدوري، والخطاط محمد النوري، والخطاط عبد الغني العاني والخطاط طه البستاني، والخطاط جمال الكباسي، والخطاط مهدي الجبوري

## من مؤلفاته
أصدر كراسة حول قواعد الخط العربي عام 1961م. ما زالت تدرس في كثير من معاهد الخط.

## وفاته
توفي في شهر ربيع الأول / 30 نيسان من عام 1393 هـ / 1973م.